# Guy de la Bédoyère
Guy Martyn Thorold Huchet de la Bédoyère (* November 1957 in Wimbledon, London, England) ist ein englischer Historiker und Autor.

## Leben
De la Bédoyère besuchte in seiner Heimatgemeinde die King’s College School und danach das Wimbledon College. 1980 schloss er seine Studien in den Fächern Archäologie und Geschichte am Collingwood College in Durham, einem College der University of Durham mit einer Arbeit aus dem Fach Ägyptologie ab. 1985 erhielt er einen Grad im Fach Geschichte der Neuzeit an der University of London, dem 1987 der Master of Arts (MA) im Fach Archäologie am Institute of Archaeology, das heute ein Teil des University College London ist, folgte.
In den Jahren von 1981 bis 1998 arbeitete de la Bédoyère als Toningenieur für den Radio-Nachrichtendienst der British Broadcasting Corporation sowohl im Bush House als auch im Londoner Broadcasting House. In diesen Jahren erschienen seine ersten Veröffentlichungen. Seit 1998 ist er nur noch als freier Autor sowie als Radio- und Fernsehmoderator tätig.
Als Autor hat sich de la Bédoyère mit verschiedenen wissenschaftlichen Themen befasst: unter anderem mit der Geschichte von Computern oder mit Themen aus der Medizin. Er ist jedoch hauptsächlich für seine Veröffentlichungen zu den Römern in Britannien bekannt geworden.
De la Bédoyère lebt mit seiner Ehefrau, die Lehrerin ist, in Sleaford in Lincolnshire.

## Veröffentlichungen
- The Roman Site at Billingsgate Lorry Park: A Catalogue of the Samian and Other Finds. British Archaeological Reports, Oxford 1986, ISBN 0-86054-392-7.
- The Finds of Roman Britain. Batsford, London 1988, ISBN 0-7134-6082-2.
- The Buildings of Roman Britain. Batsford, London 1991.
  - Revidierte Neuauflage: Tempus, Stroud 2001, ISBN 0-7524-1906-4.
- The Diary of John Evelyn. Boydell, Woodbridge 1995, ISBN 0-85115-639-8.
- Hadrian’s Wall: History and Guide. Tempus, Stroud 1998, ISBN 0-7524-1407-0.
  - Neuauflage: Aberley, Stroud 2010.[1]
- A Companion to Roman Britain. Tempus, Stroud 1999, ISBN 0-7524-1457-7.
- Eagles over Britannia. The Roman Army in Britain. Tempus, Stroud 2001, ISBN 0-7524-1923-4.
- Architecture in Roman Britain (= Shire Archeology. Nummer 66). 2002, ISBN 0-7478-0353-6.
- Roman Towns in Britain. Tempus, Stroud 2003, ISBN 0-7524-2919-1.
- The First Computers. Evans Brothers, 2005, ISBN 0-237-52741-3.
- Particular Friends: The Correspondence of Samuel Pepys and John Evelyn. 2. Auflage, Boydell, Woodbridge 2005, ISBN 1-84383-134-1.
- The Letters of Samuel Pepys. Boydell, Woodbridge 2006, ISBN 1-84383-197-X.
- Roman Britain. A New History. Thames & Hudson, London 2006, ISBN 0-500-05140-2.
- The First Polio Vaccine. World Almanac Library, Milwaukee (Wisconsin) 2006, ISBN 0-8368-5855-7.
- People of Roman Britain. 2010.
- Die Römer für Dummies. Wiley-VCH, Weinheim 2008, ISBN 978-3-527-70383-8.
- Cities of Roman Italy. Bristol Classical Press, Bristol 2010, ISBN 978-1-85399-728-0.
- Real Lives of Roman Britain. A history of Roman Britain through the lives of those who were there. Yale University Press, New Haven 2015, ISBN 978-0-300-20719-4.
- Praetorian: The Rise and Fall of Rome’s Imperial Bodyguard. Yale University Press, New Haven/London 2017, ISBN 978-0-300-21895-4.
- Domina: The Women who Made Imperial Rome. Yale University Press, New Haven/London 2018, ISBN 978-0-300-25484-6.
- Gladius: Living, Fighting and Dying in the Roman Army. Little, Brown Book Group, 2020, ISBN 978-1-4087-1240-5.
- Pharaohs of the Sun: How Egypt’s Despots and Dreamers Drove the Rise and Fall of Tutankhamun’s Dynasty. Little, Brown Book Group, 2022, ISBN 978-1-4087-1425-6.